# Elachisoma pilosa
Elachisoma pilosa är en tvåvingeart som beskrevs av Oswald Duda 1924. Elachisoma pilosa ingår i släktet Elachisoma och familjen hoppflugor. Inga underarter finns listade i Catalogue of Life.